# Cal Farré de la Plaça
Cal Farré de la Plaça és una obra de Bell-lloc d'Urgell (Pla d'Urgell) protegida com a Bé Cultural d'Interès Local.

## Descripció
Cal Ferrer de la Plaça està situat al bell mig de la plaça major. Es tracta d'un immoble que consta de planta baixa, dues plantes pis i golfes. Les obertures són allargades, excepte a les golfes on trobem òculs de forma el·líptica. A la planta baixa hi ha dos accessos.
Al centre de la façana del primer pis trobem una tribuna emmarcada amb sengles balcons. La part superior de la tribuna fa de balcó en el pis de dalt.